# Münzrand

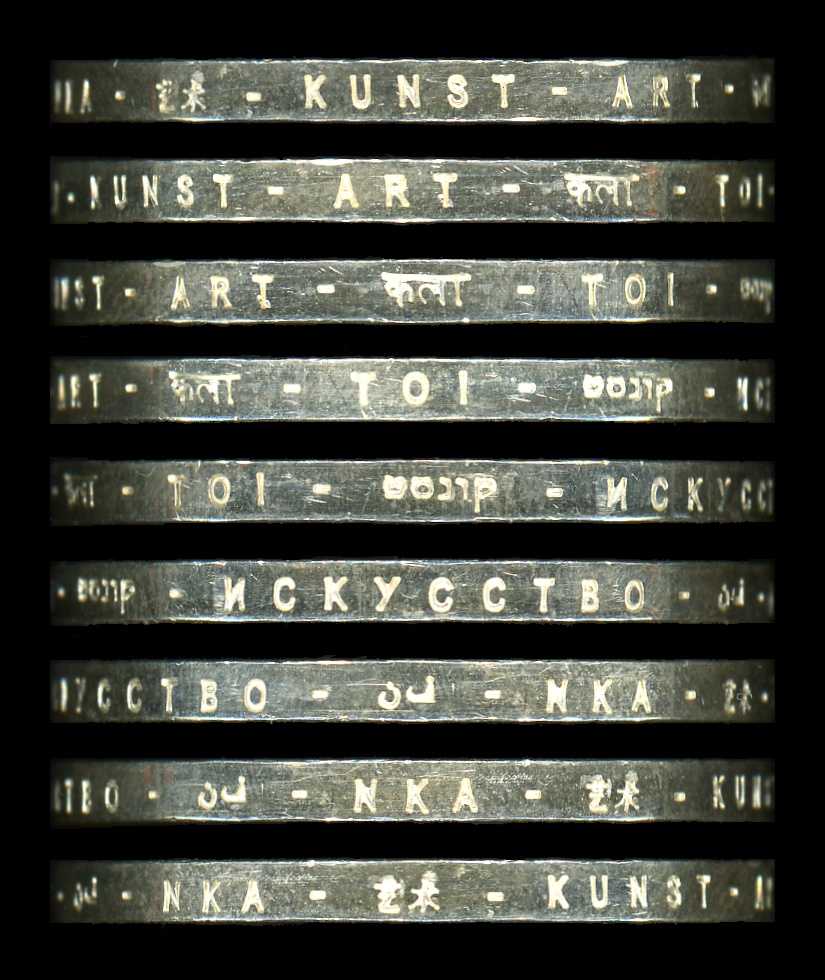
Glattrand mit Beschriftung

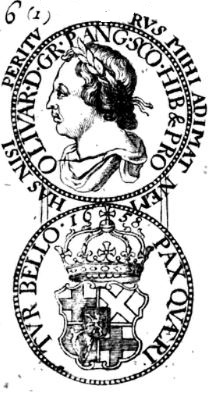
Cromwelltaler von 1658 mit Randschrift gegen Beschneidung

Der Münzrand oder die Rändelung ist der Rand von Münzen oder Medaillen. Man unterscheidet Riffelrand und Glattrand.
Der Münzrand wird und wurde insbesondere vom Altertum bis ins Mittelalter meist geriffelt oder mit Schrift versehen, um hochwertige Gold- und Silbermünzen vor illegaler Gewichtsverminderung (abschneiden, abfeilen) und anderen Manipulationen zu schützen.

## Bestandteile
Auf dem Bildfeld, dem Avers und dem Revers, ist zumeist auch der Randstab zu sehen. Beim Glattrand ist oft eine punzierte Schrift angebracht, die zum Teil mit Verzierungen versehen ist; seltener ist das beim Riffelrand der Fall.
Der Glattrand einiger Münzen ist durch die Prägung gekerbt wie z. B. bei der heutigen 20-Cent-Münze. Kerbung kann auch angebracht werden, um Münzen als ungültige Zahlungsmittel zu markieren.
Zum Rand der Münze können gehören:
- Randkreis (meist ein Perlkreis innen vor dem Randstab)
- Randstab (die Verdickung am Äußeren der Münze)
- Randzierrat und Randschrift
- Riffel- oder Kerbrand.[1]

## Funktionen
Die Funktionen des Münzrandes und der Randgestaltung sind:
- Minderung der Beschneidungs- oder Abfeilungsgefahr (vor allem bei Gold- oder Silbermünzen)
- Erhöhung der Ästhetik (z. B. durch Zierrat)
- Stärkung der Stabilität, insbesondere gegen Bruch
- Verbesserung der Normierung von Abmessungen und Gewicht
- Verbesserung der Stapelbarkeit
- Informationsträger (Randschriften)
- Ermöglichung der Automatentauglichkeit
- Verbesserung der Unterscheidbarkeit von Nominalen (z. B. durch Riffelung) beim Anfassen.[1]

## Geschichte
Bereits 1658 ließ Oliver Cromwell auf den Cromwelltalern eine Randschrift anbringen, welche sowohl zur Zierde als auch zum Schutz gegen Beschneidung dienen sollte. Nach Johann Christian Kundmann „[…] schreibt man insgemein dem Cromwell diese Erfindung zu“.
Die ältesten mit Randgestaltung versehenen belegten deutschen Münzen stammen aus dem Jahr 1684 und kamen aus Clausthal.

## Besonderheit
Bei Medaillen in der Größe von Euro-Münzen sind nach § 2 Nr. 5 MedaillenV als Randschrift nur Stempelzeichen sowie Name des Herstellers und des Preisträgers erlaubt. Andere Texte (sogar z. B. der Name des Ehepartners) sind verboten, um die Verwechslungsgefahr mit offiziellen Euro-Münzen zu verhindern.

## Beispiele
Folgende deutsche Gedenkmünzen haben teilweise Randschriften, siehe Tabellenspalte dort.
- Gedenkmünzen der Bundesrepublik Deutschland
- Liste der Gedenkmünzen der Bundesrepublik Deutschland (DM)
- Gedenkmünzen der Deutschen Demokratischen Republik